# Antonio María Peón y Heredia
Antonio María Peón y Heredia   (Villaviciosa, 16 de desembre de 1766 - Madrid, 5 de març de 1846) va ser un militar asturià, veterà de la guerra del francès, senador i Capità general de les Illes Balears durant el regnat de Ferran VII.
Membre d'una família de la noblesa asturiana, ingressà a les Guàrdies Espanyoles en 1784 i va participar en el setge d'Orà de 1791, en la Guerra Gran i en la guerra de les Taronges (1801). Era coronel destinat a Catalunya durant la guerra del francès, i aviat va ascendir a mariscal de camp. En 1809 li confiaren el comandament de Castella la Vella i en 1813 s'instal·là a Valladolid. En 1815 fou nomenat Inspector de illes Balears, i fou nomenat capità general de Mallorca de 1820 a 1821.
Tot i ser conservador, durant el trienni liberal fou comandant general de Múrcia, on va tenir problemes amb la societat patriòtica "Los Descamisados" de Cartagena. En 1830 va ascendir a tinent general. Posteriorment fou escollit senador per Oviedo de 1839 a 1842 i senador vitalici de 1845 a 1846.